# عيد ميلاد

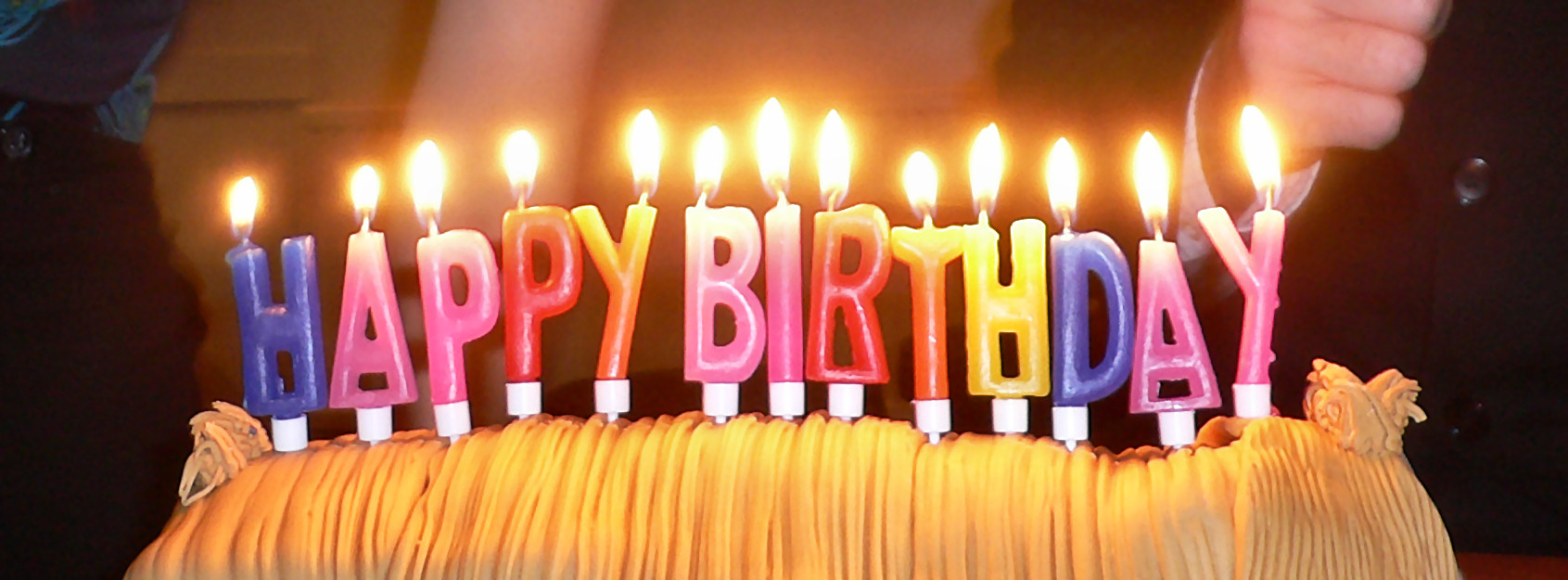
شمع

عيد ميلاد هو ذكرى سنوية لميلاد شخص ما، ومن الشائع في كثير من الثقافات الاحتفال بذكرى ميلاد الأقارب من آباء وأمهات والأصدقاء من خلال اجتماعات عائلية وحفلات، يتم فيها الغناء وتقديم الهدايا للشخص المعني. وهي أيضاً فرصة في تدليل صاحب المناسبة.
كذلك فان عيد الميلاد يتجاوز الاحتفال الأسري إلى كونه طقساً دينياً لموجدي ديانات معينه كما في البوذية والمسيحية ويعد اشهرها عيد الميلاد.
أشهر رموز اعياد الميلاد هي الكعك (الكيك) والشموع التي عادة ما يتم اطفائها عد انطباق وقت الميلاد.
يُسمَّى من وُلد معك بنفس اليوم والمكان: اللِّدة.